# Ashraf Sedqi
Ashraf Mahmoud Hassan Sedqi (in arabo أشرف محمود حسن صدقى‎?; Alessandria d'Egitto, 10 marzo 1968) è un ex cestista egiziano.

## Carriera
Con l'Egitto ha disputato i Giochi olimpici di Seul 1988 e i Campionati mondiali del 1990.